# Robert de Courtenay (empereur latin de Constantinople)
Pour les articles homonymes, voir Robert de Courtenay.
Robert de Courtenay, né vers 1200 et mort en Morée en janvier 1228, est un empereur latin de Constantinople de 1219 à 1228, fils de Pierre II de Courtenay, empereur latin de Constantinople, et de Yolande de Hainaut.

## Biographie
Après la mort sans fils d’Henri de Hainaut, empereur latin de Constantinople, la couronne impériale est proposée au roi André II de Hongrie, qui la refuse, puis à Pierre II de Courtenay, qui l’accepte. Tandis que sa femme Yolande, sœur d’Henri de Hainaut, se rend à Constantinople par bateau, Pierre de Courtenay préfère la voie terrestre. Il est attaqué et fait prisonnier à Durazzo par Théodore Comnène, despote d’Épire en 1217. Il meurt peu après sans avoir vu Constantinople. Yolande de Hainaut assure le gouvernement impérial, mais meurt en août 1219.
Les barons proposent alors la couronne de Constantinople à Philippe, le fils aîné de Pierre II et de Yolande, qui préfère se contenter du marquisat de Namur et refuse la couronne impériale. Robert, le second fils, l’accepte et quitte Namur durant l’automne 1220. Il passe les fêtes de Noël et une partie de l’hiver à la cour de son beau-frère André II de Hongrie, puis reprend le chemin de Constantinople, où il est couronné le 25 mars 1221 en l’église Sainte-Sophie.
Il ne cherche que la paix, mais l’Empire est alors en proie aux ambitions de deux de ses voisins, le despotat d'Épire et l’empire de Nicée, tous deux issus du démembrement de l’Empire byzantin en 1204 et cherchant à reprendre Constantinople aux Latins. Les premières hostilités viennent de Théodore Comnène, despote d’Épire, qui envahit la Thessalie dès 1221 et s’empare du royaume de Thessalonique en 1224. Démétrios de Montferrat se rend en Occident pour demander de l'aide mais n'en obtient aucune. Robert lui envoie une armée de secours qui est battue devant Serrès et bat en retraite en Thrace.
Face à Théodore Lascaris, empereur de Nicée, Robert n'a pas plus de succès. Théodore est marié à Marie de Courtenay, sœur de Robert. Estimant que celle-ci a des droits sur une partie de l'Empire, Théodore enlève à Robert une partie de la rive asiatique de l'empire latin. Pour pouvoir faire face à Théodore Comnène, Robert négocie une trêve avec Théodore Lascaris. Ce dernier, voyant le caractère indolent de Robert, décide de lui donner en mariage sa troisième fille, Eudoxie pour mieux le contrôler. L'opposition du patriarche grec, qui s'appuie sur la parenté par alliance, fait échouer le mariage. Théodore Lascaris meurt peu après, et son gendre Jean Vatatzès lui succède, au détriment des frères de Théodore, Alexis et Isaac Lascaris. Ces derniers se réfugient à Constantinople et persuadent Robert de faire la guerre à Jean Vatatzès, mais l'armée latine subit une sévère défaite à Poimanenon en 1224. Robert perd la Bithynie, les frères Lascaris sont capturés et aveuglés. Profitant de ses succès, Jean Vatatzès débarque en Europe et prend la ville d'Andrinople. Cette dernière est reprise en 1225 par Théodore Comnène.

L'empire latin en 1230.

Qualifié de stupide par les chroniqueurs contemporains, trop jeune pour gouverner, ou ne disposant pas des qualités nécessaires pour régner, Robert de Courtenay ne réagit que mollement à ces revers. Il sollicite en 1224 des renforts auprès du roi Louis VIII de France, qui, se préparant à partir en croisade des Albigeois, ne peut lui en envoyer. En 1225, Guillaume VI, marquis de Montferrat, tente de reconquérir le royaume de Thessalonique pour le compte de son frère Démétrios, mais sa mort le 17 septembre 1225 entraîne le retrait de son armée.
Robert se désintéresse alors de son empire et ne parvient pas à tirer profit de la rivalité qui oppose le despotat d'Épire à l'empire de Nicée. Méprisé par ses barons et discrédité par les pertes d'Andrinople, de la Thrace et de la Bithynie, il se livre à la débauche et aux plaisirs. En 1225, il enlève une fille du chevalier Baudouin de Neuville-en-Artois à son fiancé et l'épouse secrètement. Le fiancé évincé réunit quelques barons qui font irruption dans le palais pour couper les lèvres et le nez de la jeune épouse, sans que Robert ne cherche à la protéger. Couvert de honte et craignant pour sa sécurité, il se réfugie à Rome en 1227 auprès du pape Grégoire IX, qui lui reproche sa conduite et l'ordonne de retourner à Constantinople et de se racheter, mais Robert meurt de maladie au retour, lors d'une escale en Morée.

## Fiançailles et mariage
Il est fiancé en 1222 avec Eudoxie Laskarina, fille de Théodore Lascaris, empereur grec de Nicée, et d'Anne Angelina. Mais le mariage est annulé en raison de la parenté par alliance entre les deux fiancés ; Eudoxie épouse vers 1230 Anseau de Cayeux, chevalier originaire de Picardie, l’un des principaux nobles de l’Empire, dont il sera régent en 1237-1238.
|               |               |               |               |               |               |                   |                   |                   |                   |                   |                   |                       |                       |                       |                       |                       |                       |  |  |  |  |  |  | Pierre II de Courtenay | Pierre II de Courtenay | Pierre II de Courtenay | Pierre II de Courtenay | Pierre II de Courtenay | Pierre II de Courtenay |  |  | Yolande de Hainaut  | Yolande de Hainaut  | Yolande de Hainaut  | Yolande de Hainaut  | Yolande de Hainaut  | Yolande de Hainaut  |  |  |
|               |               |               |               |               |               |                   |                   |                   |                   |                   |                   |                       |                       |                       |                       |                       |                       |  |  |  |  |  |  | Pierre II de Courtenay | Pierre II de Courtenay | Pierre II de Courtenay | Pierre II de Courtenay | Pierre II de Courtenay | Pierre II de Courtenay |  |  | Yolande de Hainaut  | Yolande de Hainaut  | Yolande de Hainaut  | Yolande de Hainaut  | Yolande de Hainaut  | Yolande de Hainaut  |  |  |
|               |               |               |               |               |               |                   |                   |                   |                   |                   |                   |                       |                       |                       |                       |                       |                       |  |  |  |  |  |  |                        |                        |                        |                        |                        |                        |  |  |                     |                     |                     |                     |                     |                     |  |  |
|               |               |               |               |               |               |                   |                   |                   |                   |                   |                   |                       |                       |                       |                       |                       |                       |  |  |  |  |  |  |                        |                        |                        |                        |                        |                        |  |  |                     |                     |                     |                     |                     |                     |  |  |
| Anne Angelina | Anne Angelina | Anne Angelina | Anne Angelina | Anne Angelina | Anne Angelina |                   |                   |                   |                   |                   |                   | Théodore Ier Lascaris | Théodore Ier Lascaris | Théodore Ier Lascaris | Théodore Ier Lascaris | Théodore Ier Lascaris | Théodore Ier Lascaris |  |  |  |  |  |  | Marie de Courtenay     | Marie de Courtenay     | Marie de Courtenay     | Marie de Courtenay     | Marie de Courtenay     | Marie de Courtenay     |  |  |                     |                     |                     |                     |                     |                     |  |  |
| Anne Angelina | Anne Angelina | Anne Angelina | Anne Angelina | Anne Angelina | Anne Angelina |                   |                   |                   |                   |                   |                   | Théodore Ier Lascaris | Théodore Ier Lascaris | Théodore Ier Lascaris | Théodore Ier Lascaris | Théodore Ier Lascaris | Théodore Ier Lascaris |  |  |  |  |  |  | Marie de Courtenay     | Marie de Courtenay     | Marie de Courtenay     | Marie de Courtenay     | Marie de Courtenay     | Marie de Courtenay     |  |  |                     |                     |                     |                     |                     |                     |  |  |
|               |               |               |               |               |               |                   |                   |                   |                   |                   |                   |                       |                       |                       |                       |                       |                       |  |  |  |  |  |  |                        |                        |                        |                        |                        |                        |  |  |                     |                     |                     |                     |                     |                     |  |  |
|               |               |               |               |               |               | Eudoxie Laskarina | Eudoxie Laskarina | Eudoxie Laskarina | Eudoxie Laskarina | Eudoxie Laskarina | Eudoxie Laskarina |                       |                       |                       |                       |                       |                       |  |  |  |  |  |  |                        |                        |                        |                        |                        |                        |  |  | Robert de Courtenay | Robert de Courtenay | Robert de Courtenay | Robert de Courtenay | Robert de Courtenay | Robert de Courtenay |  |  |
|               |               |               |               |               |               | Eudoxie Laskarina | Eudoxie Laskarina | Eudoxie Laskarina | Eudoxie Laskarina | Eudoxie Laskarina | Eudoxie Laskarina |                       |                       |                       |                       |                       |                       |  |  |  |  |  |  |                        |                        |                        |                        |                        |                        |  |  | Robert de Courtenay | Robert de Courtenay | Robert de Courtenay | Robert de Courtenay | Robert de Courtenay | Robert de Courtenay |  |  |

En 1228, il se marie secrètement avec une fille de Baudouin de Neuville-en-Artois, dont on ignore le prénom et le nom.